# Organopoda atrisparsaria
Organopoda atrisparsaria là một loài bướm đêm trong họ Geometridae.